# Kaneak, Kărdjali
Kaneak (în bulgară Каняк) este un sat în comuna Cernoocene, regiunea Kărdjali,  Bulgaria. 

## Demografie
Componența etnică a satului Kaneak
     Turci (96,56%)
     Nicio identificare (3,43%)
     Altele (0%)
La recensământul din 2011, populația satului Kaneak era de 204 locuitori. Din punct de vedere etnic, majoritatea locuitorilor (96,56%) erau turci. Pentru 3,43% din locuitori nu este cunoscută apartenența etnică.